# Caulonia
Caulonia (Kaulonia en dialecto grecocalabrés) es una comuna italiana de 7.407 habitantes de la provincia de Reggio Calabria en Calabria y, además, el nombre de una antigua ciudad griega cercana.
El municipio comprende Caulonia Centro Storico (llamado coloquialmente Caulonia Superiore) y Caulonia Marina.

## Evolución demográfica
| Gráfica de evolución demográfica de Caulonia entre 1861 y 2001 |
|                                                                |
| Fuente ISTAT - elaboración gráfica de Wikipedia                |

## Historia

### Antigüedad

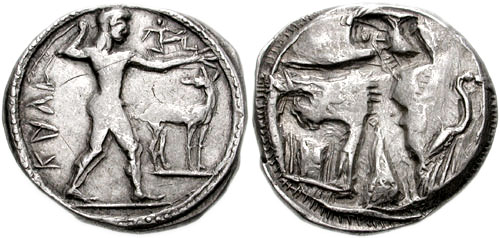
Moneda de Caulonia, c. 475-450 a. C.

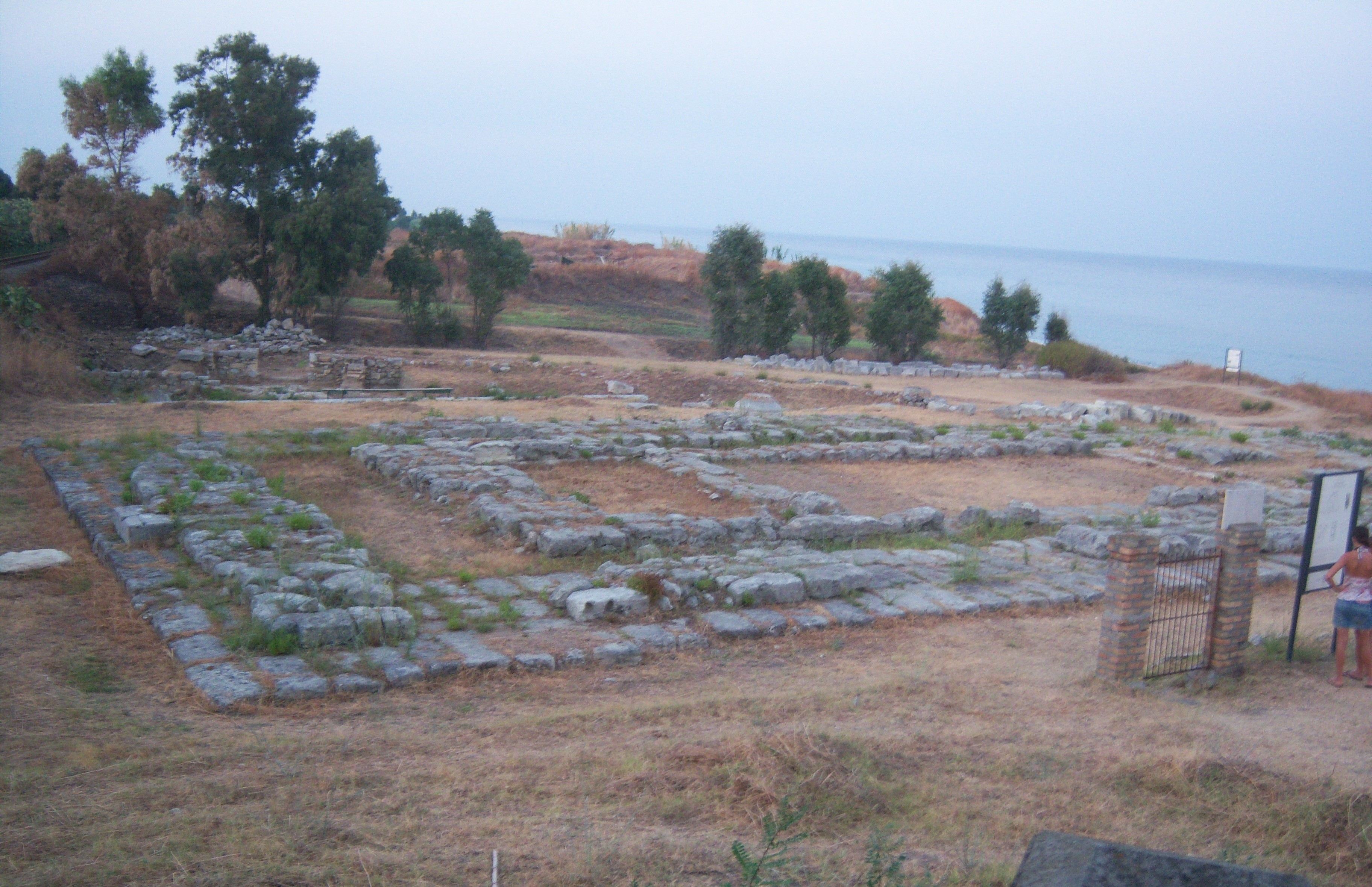
Restos de un templo.

Caulonia (griego Καυλωνία, Kaulònia, latín Caulonia) fue una ciudad de la costa este de Brucio entre Locri y el golfo de Scyllacium.
Fue una colonia griega de origen aqueo que Pausanias dice que fue fundada por Tifón de Egio, pero Esteban de Bizancio dice que fue colonia de Crotona. Su nombre original fue Aulonia porque estaba situada en un valle profundo (griego aulon), pero inmediatamente tomó el de Caulonia ya que es el único nombre que aparece en las monedas.
Caulonia, Crotona y Síbaris formaron una Liga con el templo de Zeus Homorios como lugar común de reunión, pero la liga no duró.
Sufrió desórdenes después de la expulsión de los pitagóricos de Crotona y durante un tiempo hubo allí conflictos civiles. Se dice que el mismo Pitágoras buscó refugio en la ciudad al ser expulsado de Crotona.
No se vuelve a hablar de ella hasta la época en que Dionisio I de Siracusa (389 a. C.) invadió la Magna Grecia y asedió Caulonia. Otras ciudades de la Magna Grecia fueron en su ayuda encabezadas por Crotona, pero fueron derrotadas por Dionisio en el río Heloros o Heleporos, y la ciudad se hubo de rendir. Sus habitantes fueron llevados a Siracusa y su territorio entregado a los aliados de Dionisio (la ciudad de Locros). Los nuevos amos enviaron colonos y fue una ciudad de segundo orden.
Cuando Dion desembarcó en Sicilia, Dionisio II de Siracusa estaba estacionado en Caulonia con una flota. Durante la guerra entre Pirro de Epiro y Roma, la ciudad fue ocupada por mercenarios romanos y destruida. Sus habitantes huyeron a Sicilia.
Durante la segunda guerra púnica volvió a ser habitada y se hizo partidaria de Aníbal. Roma y auxiliares de Rhegium trataron de ocuparla, pero Aníbal llegó a tiempo y levantó el asedio. No se sabe cuándo cayó en manos de los romanos, si bien fue, lógicamente, cuando el resto del Bruttium, y seguramente fue castigada como otras ciudades, y probablemente quedó desierta.

### Edad Media
Castelvetere, nombre de Caulonia, parece ser de origen bizantino o tardorromano.

#### Feudatarios de Castelvetere de 1200 a 1479[4]
- Galvano Lancia (c. 1262-1268)
- Matteo De Hyeres (c. 1269-1271)
- Scarano de Taranto (1271-C.1278)
- Ancel De Chevreuse (e. 1278 -……)
- Hervè De Chevreuse, tal vez hijo (.... - 1283)
- III Ruffo de Calabria conde de Catanzaro (c. 1331 + 1340)
- Antonello Ruffo di Calabria, hijo, conte de Catanzaro (1340+1377)
- Nicolò Ruffo de Calabria, hijo, condesa de Catanzaro y marquesa de Cotrone (1377 †c. 1434)
- Giovannella Ruffo de Calabria, hija,  condesa de Catanzaro, (1434-†1435)
- Enrichetta Ruffo de Calabria, hermana, condesa de Catanzaro, esposa de Antonio Centelles Ventimiglia, conde de Catanzaro (casado 1441, depuesto 1445)
- Regio Governatore Galeotto Baldaxi (entre 1445 y 1462)
- Antonio Centelles Ventimiglia, antedicho, restablecido en 1462, depuesto en 1466.
- Regio Governatore Giacomo Carafa (c. 1466-1479)

### Edad Moderna
A partir de finales del siglo XV la familia nobiliaria de Carafa poseyeó el territorio de Caulonia.

#### Barones y marqueses de Castelvetere de 1479 al 1806[4]

##### Dominio de los Carafa (1479-1806)
- Giacomo Carafa predetto, I.er barón de Castelvetere (7/5/1479-†8/6/1489)
- Vincenzo Carafa figlio, barón de Castelvetere y I.er conde de Grotteria (1489-†5/9/1526)
- Giovanbattista Carafa hijo, conde de Grotteria y I.er marqués de Castelvetere (5/6/1530-†17/XII/1552)
- Geronimo Carafa, hijo, 2.º marqués (1552-†28/8/1570)
- Fabrizio Carafa, FIGLIO, 3.er marqués y I.er príncipe de Roccella, desde 24/3/1594 (1570-†6/9/1629)
- Geronimo II Carafa, hijo, 4.º marqués (1629-†22/X/1652)
- Fabrizio II Carafa, hijo, 5.° marqués (1652-†24/2/1671)
- Carlo Maria Carafa Branciforte, hijo, 60.º marqués (1671-†1/7/1695)
- Giulia Carafa Branciforte, hermana, 60.ª marquesa (1695-†4/XII/1703)

##### De 1703 a 1707
- Vincenzo Carafa, 3.º duque de Bruzzano, reconocido heredero de la casa de Roccella el 3 de junio de 1707. 7.º marqués de Castelvetere (1707-+26/4/1726)
- Gennaro M. Carafa Cantelmo Stuart, hijo, 9.° marqués (1726-†31/10/1767)
- Vincenzo Carafa Cantelmo Stuart, hijo, 10.° marqués (1767-†20/3/1814)

### Edad Contemporánea

#### Titulares a partir de 1806[4]
- Gennaro Carafa Cantelmo Stuart, hijo del precedente, XI° marqués de Castelvetere (1814-†l0/11/1851)
- Vincenzo Carafa Cantelmo Stuart, hijo, XII° marqués (1851-†19/7/1879)
- Gennaro Carafa Cantelmo Stuart, hijo, XIII° marqués (1879-†24/9/1903)
- Luigi Carafa Cantelmo Stuart, hermano del anterior, conde de Grotteria, XIV° marqués (1903-† 7/5/1913)
- Vincenzo Carafa Cantelmo Stuart, hijo, XV° marqués (1913-†16/10/1918)
- Gennaro Carafa Cantelmo Stuart, hijo, XVI° marqués (1918-†1982)
- Gregorio Carafa Cantelmo Stuart, sobrino, n. 1945 domiciliado en Milán, y actual XVII° marqués de Castelvetere.

#### Reino de Italia
En 1863, dos años después del nacimiento del Reino de Italia, la comuna de Castelvetere cambió su nombre a Caulonia, en honor de la antigua colonia griega de Caulonia, que se sabe que estaba ente los ríos Amusa y Allaro.
Después de unos pocos decenios, el arqueólogo Paolo Orsi encontró la exacta ubicación de la antigua ciudad griega en Punta Stilo, en la comuna de Monasterace.

#### República roja de Caulonia

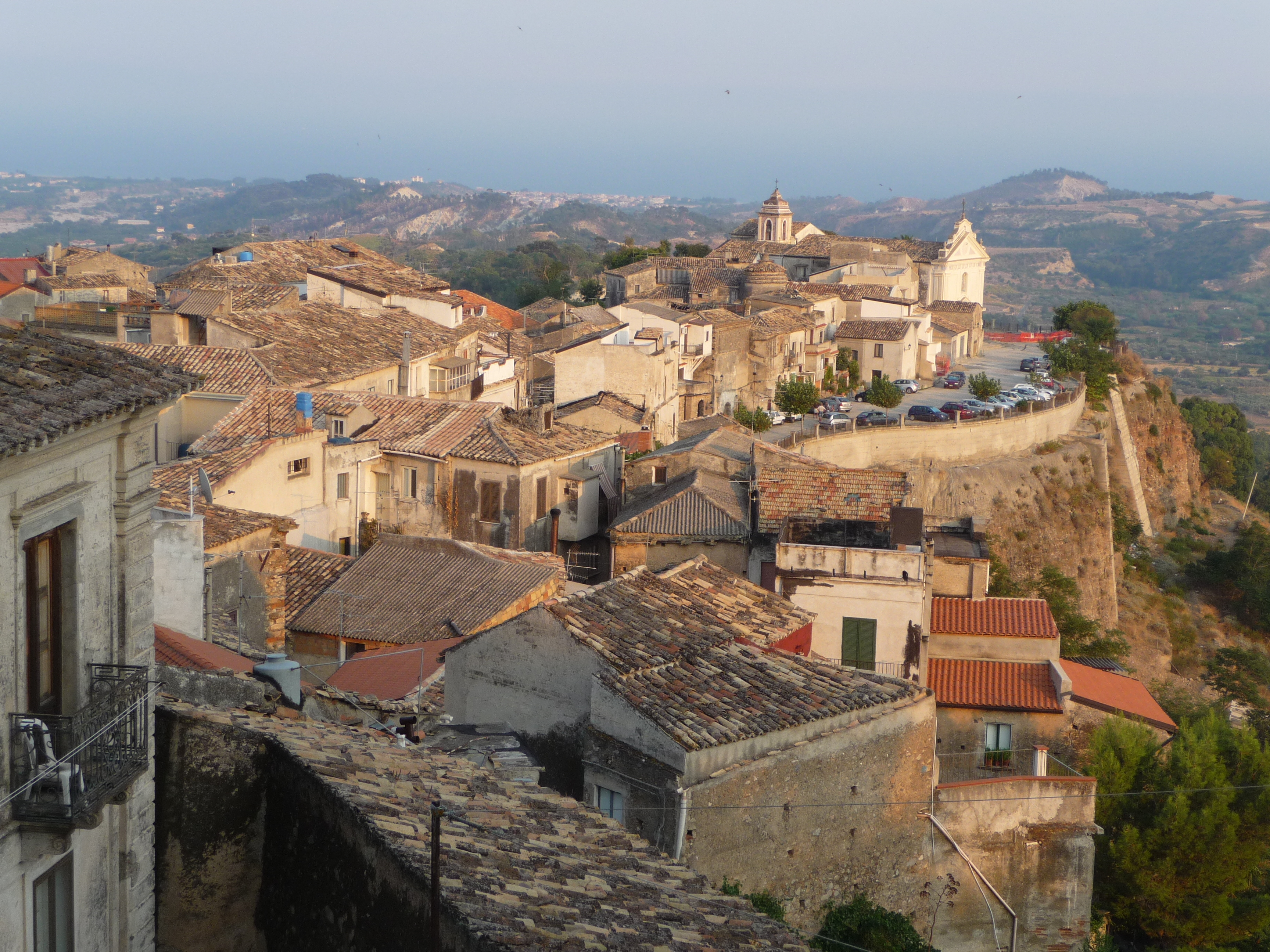
Panorámica de Caulonia.

El 6 de marzo de 1945, nació bajo el liderazgo del alcalde de Caulonia, Pasquale Cavallaro, docente inscrito en 1943 en el Partido Comunista Italiano, la llamada Repubblica Rossa di Caulonia, de brevísima duración. Brotaron protestas y tumultos de los campesinos sujetos a los propietarios de las tierras. La chispa saltó con el arresto de Ercole Cavallaro, hijo del alcalde, acusado de robar a un noble. La revuelta se extendió en poco tiempo a las comunas limítrofes, aunque apenas duró cinco días, desde el 9 de marzo ya estaba controlada. En aquel breve lapso de tiempo, los agricultores, los líderes de la revuelta, en repetidas ocasiones proclamaron la república y establecieron un ejército y un tribunal populares. Inicialmente, la revuelta fue apoyada por PCI local; y luego, después del asesinato del sacerdote Ilario Bava y del párroco Amato Gennaro, los insurgentes se encontraron aislados y fueron desarmados rápidamente. El 15 de abril de 1945 Cavallaro dimitió de su cargo de alcalde.
Todos los participantes en la sublevación fueron acusados ante el tribunal de Locri de formación bandas armadas, de extorsión, de violencia, de usurpación privada de funciones públicas y de homicidio.
Ochenta personas fueron golpeadas en la cárcel y dos murieron a causa de la tortura.

## República italiana
El 2 de junio de 1946 los cauloniesi votaron en un referéndum para elegir entre república y monarquía. Los resultados fueron 2733 a favor de la monarquía y 1343 a favor de la república.